# Anthelephila persicus
Anthelephila persicus es una especie de coleóptero de la familia Anthicidae.

## Distribución geográfica
Habita en Irán.